# Kristin Wieczorek

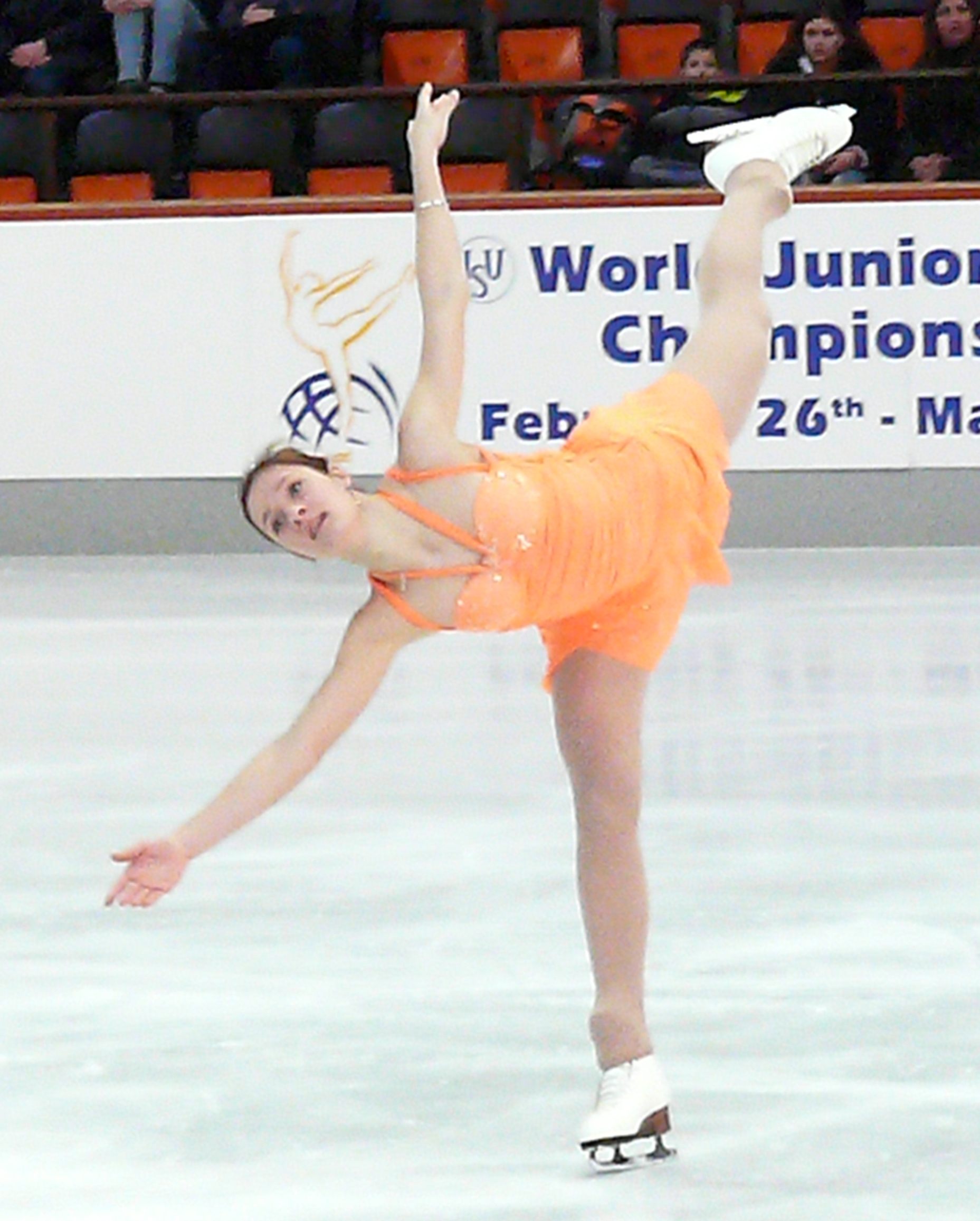
Kristin Wieczorek bei der Kurzkür zur Deutschen Meisterschaft 2007 in Oberstdorf.

Kristin Wieczorek (heute Kristin Wieczorek-Pfeiffer; * 2. Mai 1986 in Erfurt) ist eine ehemalige deutsche Eiskunstläuferin die im Einzellauf startete.
Kristin Wieczorek begann im Alter von fünf Jahren in Erfurt mit dem Eiskunstlaufen. Dort trainierte sie unter anderem bei Ilona Schindler. Später startete sie für die USG Chemnitz und wurde dort eine Zeit lang von Anett Pötzsch trainiert. Seit dem Sommer 2006 trainierte sie bei Michael Huth. Ihr größter Erfolg war der Gewinn der Deutschen Meisterschaft 2007. Durch diesen Sieg qualifizierte sie sich für die Europameisterschaft in Warschau. Dort erreichte Wieczorek mit Rang 19 zwar nur eine mäßige Platzierung, lag jedoch knapp vor ihrer Mannschaftskameradin Christiane Berger, so dass sie ebenfalls bei der Weltmeisterschaft in Tokio an den Start gehen konnte. Mit Rang 29 im Kurzprogramm gelang es ihr dort nicht, sich für das Kürfinale zu qualifizieren.
Kristin Wieczorek beendete 2009 ihre Eiskunstlaufkarriere und arbeitet nun als Physiotherapeutin. Sie betreut den Fußballklub SV Stahl Thale als Physiotherapeutin. Sie gehört ebenfalls zu Trainerstab ihres Bruders, des Einzelläufers Denis Wieczorek.

## Erfolge/Ergebnisse
| Wettbewerb                        | 2000/01 | 2001/02 | 2002/03 | 2003/04 | 2004/05 | 2005/06 | 2006/07 | 2007/08 | 2008/09 |
| --------------------------------- | ------- | ------- | ------- | ------- | ------- | ------- | ------- | ------- | ------- |
| Weltmeisterschaften               |         |         |         |         |         |         | 29.     |         |         |
| Europameisterschaften             |         |         |         |         |         |         | 19.     |         |         |
| Deutsche Meisterschaften          | 12.     | 16.     | 11.     | 13.     | 5.      | 8.      | 1.      | 4.      |         |
| Cup of Russia                     |         |         |         |         |         |         |         | 11.     |         |
| Nebelhorn Trophy                  |         |         |         | 10.     |         |         | 7.      | 8.      | 10.     |
| Finlandia Trophy                  |         |         |         |         |         |         |         | 14.     |         |
| Golden Spin of Zagreb             |         |         |         |         |         |         | 5.      |         |         |
| Karl Schäfer Memorial             |         |         |         |         |         |         | 8.      |         |         |
| Ondrej Nepela Memorial            |         |         | 8.      |         |         |         |         |         |         |
| Bofrost Cup on Ice                |         |         |         |         | 4.      |         |         |         |         |
| Junior Grand Prix, Germany        |         |         | 15      |         | 6.      |         |         |         |         |
| Junior Grand Prix, Netherlands    |         | 7.      |         |         |         |         |         |         |         |
| Junior Grand Prix, Czech Republic |         | 9.      |         |         |         |         |         |         |         |